# Eduard Paulus
Eduard Paulus (Stuttgart, 1837. október 16. – Stuttgart, 1907. április 16.) német író, költő, művészettörténész és régész.

## Élete
Műtörténeti és régészeti előtanulmányok után ismételten beutazta Német- és Olaszországot, azután pedig a stuttgarti statisztikai hivatalnál vállalt előkelő állást, mellyel kapcsolatban az országos műemlékekre is felügyeletet gyakorolt.
Mint költő a lírát és szatirát művelte, feltűnést keltett Aus der Wüste című szonettgyűjteménye (Stuttgart, 1886); mint író a humoros útleirásban remekelt. E nemű munkái közül említendők: Bilder aus Italien (3 kiad., Stuttgart, 1878); Bilder aus Deutschland (uo. 1873); Ein Ausflug aus Rom (uo. 1893); Bilder aus Kunst un Alterhum in Deutschland (uo. 1883), de különösen Aus dem Schwabenland (uo. 1877) és Aus Schwaben (uo. 1887).